# 莆田市高级中学列表
以下列表展示了中华人民共和国福建省莆田市所有普通高级中学或开设有高中部的完全中学。其中“级别”一栏表示该学校被福建省教育厅或福建省内各设区市教育局评估的福建省达标高中的级别（分三级，一级最优，二级次之，三级再次），若是未达标高中或未被评级，“级别”一栏写普通高中。
截至2024年7月，莆田市共有普通高中53所。列表大部分信息根据莆田市2024年中考招生公告整理，可能有当年度未招生的普通高中学校未包含在其中。
| 隶属   | 性质 | 级别               | 校名                                                                       | 官网                                                       |
| ------ | ---- | ------------------ | -------------------------------------------------------------------------- | ---------------------------------------------------------- |
| 市直   | 公办 | 福建省一级达标高中 | 莆田第一中学                                                               | www.fjptyz.com （页面存档备份，存于）                      |
| 市直   | 公办 | 福建省一级达标高中 | 莆田第二中学                                                               | www.ptez.com.cn （页面存档备份，存于）                     |
| 市直   | 公办 | 普通高中           | 北京大学附属中学莆田学校                                                   | https://www.pkuschool.edu.cn/putian （页面存档备份，存于） |
| 仙游县 | 公办 | 福建省一级达标高中 | 福建省仙游第一中学                                                         | www.fjxyyz.com （页面存档备份，存于）                      |
| 荔城区 | 公办 | 福建省一级达标高中 | 莆田第四中学                                                               | www.ptdszx.cn （页面存档备份，存于）                       |
| 城厢区 | 公办 | 福建省一级达标高中 | 莆田第五中学                                                               | www.ptwz.com （页面存档备份，存于）                        |
| 涵江区 | 公办 | 福建省一级达标高中 | 莆田第六中学                                                               | www.ptlz.com.cn （页面存档备份，存于）                     |
| 秀屿区 | 公办 | 福建省一级达标高中 | 莆田第十中学                                                               | www.fjptsz.com （页面存档备份，存于）                      |
| 涵江区 | 公办 | 福建省一级达标高中 | 莆田华侨中学                                                               | pthqzx.com.cn （页面存档备份，存于）                       |
| 荔城区 | 公办 | 福建省一级达标高中 | 莆田第八中学                                                               | www.pt8z.com （页面存档备份，存于）                        |
| 仙游县 | 公办 | 福建省一级达标高中 | 福建省仙游县华侨中学                                                       | www.fjxyqz.cn                                              |
| 市直   | 民办 | 福建省二级达标高中 | 莆田擢英中学（及莆田擢英中学北京办学点）                                   | www.ptzyzx.com （页面存档备份，存于）                      |
| 市直   | 民办 | 福建省二级达标高中 | 莆田哲理中学                                                               | www.ptzlzx.cn （页面存档备份，存于）                       |
| 市直   | 公办 | 普通高中           | 莆田市外国语学校                                                           | www.ptfls.com （页面存档备份，存于）                       |
| 仙游县 | 公办 | 福建省二级达标高中 | 福建省仙游县第二中学                                                       | www.xy2z.com.cn （页面存档备份，存于）                     |
| 仙游县 | 公办 | 福建省二级达标高中 | 仙游县盖尾中学                                                             | 无                                                         |
| 仙游县 | 公办 | 福建省二级达标高中 | 福建省仙游榜头中学                                                         | 无                                                         |
| 仙游县 | 公办 | 福建省二级达标高中 | 福建省仙游度尾中学                                                         | 无                                                         |
| 仙游县 | 公办 | 福建省三级达标高中 | 仙游县郊尾中学                                                             | 无                                                         |
| 仙游县 | 公办 | 福建省三级达标高中 | 仙游县枫亭中学                                                             | 无                                                         |
| 仙游县 | 公办 | 福建省三级达标高中 | 仙游县园庄中学                                                             | 无                                                         |
| 仙游县 | 公办 | 福建省三级达标高中 | 仙游县大济中学                                                             | 无                                                         |
| 仙游县 | 公办 | 福建省三级达标高中 | 仙游县龙华中学                                                             | www.fjxylhzx.com （页面存档备份，存于）                    |
| 仙游县 | 民办 | 福建省二级达标高中 | 福建省仙游县私立第一中学                                                   | 无                                                         |
| 仙游县 | 民办 | 福建省二级达标高中 | 福建省仙游金石中学                                                         | 无                                                         |
| 仙游县 | 民办 | 福建省二级达标高中 | 仙游县现代中学                                                             | 无                                                         |
| 仙游县 | 民办 | 福建省三级达标高中 | 仙游县山立学校                                                             | www.xyslxx.com （页面存档备份，存于）                      |
| 荔城区 | 公办 | 福建省二级达标高中 | 莆田第二十四中学                                                           | 无                                                         |
| 荔城区 | 公办 | 福建省二级达标高中 | 莆田第九中学                                                               | 无                                                         |
| 荔城区 | 公办 | 福建省二级达标高中 | 莆田第十五中学                                                             | 无                                                         |
| 荔城区 | 公办 | 普通高中           | 莆田第十六中学                                                             | 无                                                         |
| 荔城区 | 公办 | 普通高中           | 莆田市田家炳中学（莆田第十九中学）（没有出现在2024年莆田市中考招生公告中） | www.pttjb.com （页面存档备份，存于）                       |
| 荔城区 | 民办 | 普通高中           | 莆田砺志学校                                                               | www.lzgjschool.com （页面存档备份，存于）                  |
| 荔城区 | 民办 | 普通高中           | 莆田砺青中学（2024年被暂停招生）                                           | www.ptlqzx.com （页面存档备份，存于）                      |
| 城厢区 | 公办 | 福建省二级达标高中 | 莆田第三中学                                                               |                                                            |
| 城厢区 | 公办 | 福建省二级达标高中 | 莆田第十二中学                                                             |                                                            |
| 城厢区 | 公办 | 福建省三级达标高中 | 莆田第十八中学                                                             | 无                                                         |
| 城厢区 | 公办 | 普通高中           | 莆田市城厢区九华学校                                                       | 无                                                         |
| 涵江区 | 公办 | 福建省二级达标高中 | 莆田锦江中学                                                               | 无                                                         |
| 涵江区 | 公办 | 福建省三级达标高中 | 莆田第七中学                                                               | 无                                                         |
| 涵江区 | 公办 | 福建省三级达标高中 | 莆田第十四中学                                                             | 无                                                         |
| 涵江区 | 民办 | 福建省三级达标高中 | 莆田市私立实验中学                                                         | 无                                                         |
| 涵江区 | 民办 | 普通高中           | 莆田市涵江区培英高级中学                                                   | 无                                                         |
| 涵江区 | 民办 | 普通高中           | 莆田市涵江区微铭高级中学                                                   | 无                                                         |
| 涵江区 | 民办 | 普通高中           | 莆田市涵江区博雅实验学校                                                   | 无                                                         |
| 秀屿区 | 公办 | 福建省二级达标高中 | 莆田第十一中学                                                             | 无                                                         |
| 秀屿区 | 公办 | 福建省二级达标高中 | 莆田第二十五中学                                                           | 无                                                         |
| 秀屿区 | 公办 | 福建省二级达标高中 | 莆田市秀屿区实验中学                                                       | xyqsyzx.com （页面存档备份，存于）                         |
| 秀屿区 | 公办 | 福建省三级达标高中 | 莆田第二十七中学                                                           | 无                                                         |
| 秀屿区 | 公办 | 福建省三级达标高中 | 莆田第二十八中学                                                           | 无                                                         |
| 湄洲岛 | 公办 | 福建省三级达标高中 | 莆田妈祖中学（莆田第二十二中学）                                           | 无                                                         |
| 北岸   | 公办 | 福建省三级达标高中 | 莆田第十三中学                                                             | 无                                                         |
| 北岸   | 民办 | 普通高中           | 莆田市湄洲湾北岸经济开发区荆泽高级中学                                     | 无                                                         |